# Міжнародні відносини Швейцарії
Зовнішня політика Швейцарії насамперед базується на нейтралітеті країни, а тому традиційно обережна. Згідно зі статтею 2 Федеральної конституції, Федерація захищає свободу і права людей, гарантує незалежність і безпеку країни.

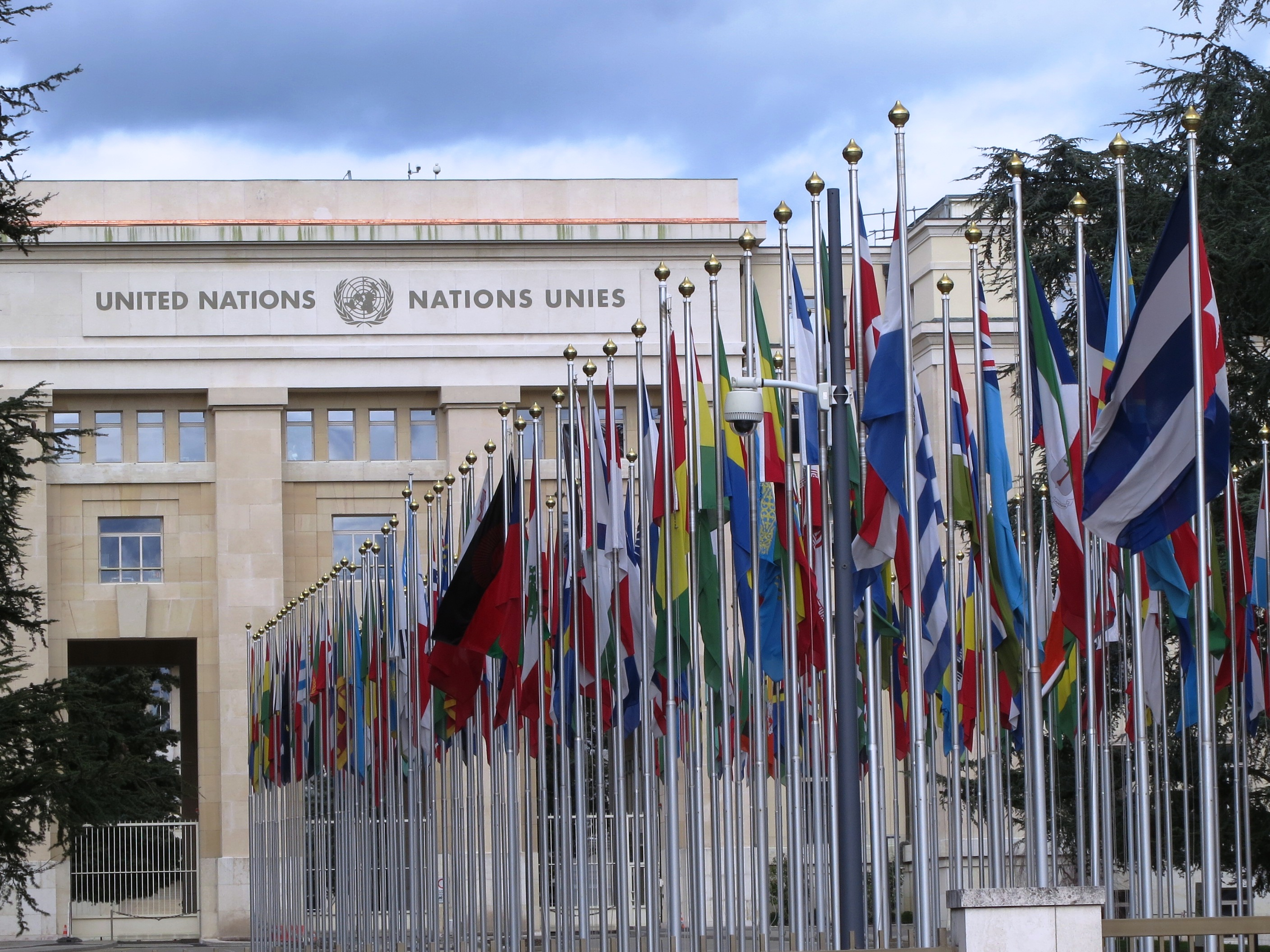
Палац Націй у Женеві

## Цілі, стратегії, заходи
Принципи зовнішньої політики закладені у Федеральній конституції (BV):
Конфедерація прагне зберегти незалежність Швейцарії та її добробут ; Зокрема, він сприяє зменшенню бідності та бідності у світі, повазі прав людини та сприянню демократії, мирному співіснуванню народів та збереженню природних основ життя. (Стаття 54 параграф 2 BV)
Федеральна конституція Швейцарії 1999 року заявляє, що збереження незалежності та добробуту країни є основною метою зовнішньої політики Швейцарії. Також в Конституції закріплюється п'ять конкретних цілей зовнішньої політики:
- мирне співіснування народів;
- сприяння повазі прав людини, демократії та верховенства закону;
- просування швейцарських економічних інтересів за кордоном;
- боротьба з бідністю у світі;
- збереження природних ресурсів.

Дані цілі відображають швейцарське моральне зобов'язання проводити соціальні, економічні та гуманітарні заходи, які вносять вклад у мир у всьому світі і процвітання. Це проявляється в швейцарській двосторонній та багатосторонній дипломатичній діяльності, допомозі країнам і підтримці розширення міжнародного права, зокрема, гуманітарного права.
Традиційно, Швейцарія уникає альянсів, які могли б спричинити військові, політичні, економічні або прямі дії. Тільки в останні роки в Швейцарії розширили сферу діяльності, в якій вона відчуває себе в змозі брати участь без шкоди для свого нейтралітету. Швейцарія не є членом Європейського Союзу і приєдналась до Організації Об'єднаних Націй дуже пізно в порівнянні з своїми європейськими сусідами.
В Федеральній конституції Швейцарії викладені основні положення щодо її зовнішньої політики: Конфедерація прагне зберегти незалежність Швейцарії та її добробут; це, зокрема, сприяє зменшенню бідності у світі, повазі прав людини та сприянню демократії, мирному співіснуванню народів та збереженню природних засобів для існування. (Стаття 54, параграф 2) [1]
Окрім основоположної мети збереження незалежності існують також інші багатосторонні положення зовнішньої політики Швейцарії.
Основні цілі та пріоритети на 2016—2019 роки викладені у зовнішньополітичній стратегії [2].
Зовнішньополітичний звіт [3], який публікують щороку, містить огляди найважливіших зовнішньополітичних заходів.
Федеральний департамент закордонних справ відповідає за зовнішню політику. Від імені Федеральної ради департамент розробляє і координує зовнішню політику Швейцарії з метою ефективного захисту інтересів Швейцарії закордоном. Діяльність Федерального департаменту закордонних справ базується на п'яти цілях зовнішньої політики, визначених у статті 54 Федеральної конституції. Штаб-квартира в Берні складається з шести управлінь: Політичне управління, Директорат з європейських питань, Директорат з міжнародного права, Директорат з питань розвитку та співробітництва, Директорат з питань ресурсів та Консульське управління. Політичному управлінню підпорядковано понад 300 іноземних представництв (посольств, місій, консульств, служб зв'язку та координації). Директорат з питань розвитку та співробітництва займається питаннями співпраці у галузі розвитку та гуманітарної допомоги. Йому звітує Швейцарський корпус гуманітарної допомоги та Швейцарська рятувальна служба.
Нейтралітет є головним інструментом швейцарської зовнішньої політики та політики безпеки. Статус нейтралітету визначається міжнародним правом.
Гуманітарна допомога (Швейцарський корпус гуманітарної допомоги, Швейцарська рятувальна служба) та зусилля з закріплення, поширення та подальшого розвитку міжнародного гуманітарного права по всьому світі виступають основними інструментами зовнішньої гуманітарної політики Шейцарії.
До цих інструментів також належить побудова та підтримка миру (так звані добрі послуги, організація мирних ініціатив та конференцій), співпраця у галузі розвитку, політика безпеки (внесок Швейцарії у зміцнення міжнародних режимів роззброєння та контролю над озброєннями), політика в галузі прав людини (Рада з прав людини в Женеві, організація міжнародних конгресів), політика щодо біженців, зовнішньоторговельна та зовнішньоекономічна політика.
Швейцарія вже понад 100 років служить місцем розташування для різноманітних міжнародних організацій. Федерація підписала угоду про розміщення на її території штаб-квартир з 25 міжнародними організаціями. 250 неурядових організацій, що мають статуси дорадчих органів ООН розміщені в Швейцарії.
Поряд з Нью-Йорком Женева є одним з найбільших центрів міжнародного співробітництва. Завдяки Міжнародному конференц-центру в Женеві федеральний уряд має перевірений інструмент для реалізації політики своєї федерації як приймаючої держави [4].
Політика приймаючої країни включає п'ять ключових сфер:
• Мир, безпека та роззброєння
• Гуманітарні справи та права людини
• Здоров'я
• Робота, бізнес та наука
• Сталий розвиток та збереження природних ресурсів
Окрім класичної мети збереження незалежності, існують також багатосторонні сентенції зовнішньої політики.
Спрямування та пріоритети на 2016—2019 роки визначені у зовнішньополітичній стратегії
Зовнішньополітична доповідь, що виходить щорічно, дає огляд найважливіших зовнішньополітичних заходів.

## Установи
Федеральний департамент закордонних справ (FDFA) відповідає за зовнішню політику. Від імені Федеральної ради він розробляє та координує зовнішню політику Швейцарії, щоб ефективно захищати інтереси Швейцарії по відношенню до інших країн. Діяльність FDFA базується на п'яти цілях зовнішньої політики, визначених у статті 54 Федеральної конституції. Штаб-квартира в Берні має шість управлінь: Політичний директорат, Директорат з європейських справ (DEA), Директорат з міжнародного права, Директорат розвитку та співробітництва (SDC), Директорат з питань ресурсів і Консульський директорат. Політичному напряму підпорядковуються понад 300 іноземних представництв (посольств, представництв, консульств, офісів зв'язку та координації). Швейцарське агентство з розвитку та співробітництва (SDC) зосереджується на співпраці в галузі розвитку та гуманітарній допомозі . Швейцарський корпус гуманітарної допомоги (SHA) та Швейцарська рятувальна мережа підпорядковуються йому.

## Інструменти зовнішньої політики
Нейтралітет є інструментом зовнішньої політики та політики безпеки Швейцарії. Статус нейтрального визначається міжнародним правом.
Інструменти гуманітарної зовнішньої політики складаються з гуманітарної допомоги (Швейцарський корпус гуманітарної допомоги, Swiss Rescue Chain, підтримка МКЧХ) та зусиль, спрямованих на закріплення, популяризацію та розвиток міжнародного гуманітарного права в усьому світі.
Є також миробудування (так звані добрі послуги, організація мирних ініціатив і конференцій), співробітництво в розвитку, політика безпеки (швейцарський внесок у зміцнення міжнародного режиму роззброєння та контролю над озброєннями), політика в галузі прав людини (Рада з прав людини в Женеві, організація міжнародних конгреси), а також політика щодо біженців та зовнішньоекономічна політика.

### Міжнародні організації в Швейцарії
Швейцарія має понад 100-річну традицію приймати міжнародні організації. Вона підписала угоду про штаб-квартиру з 25 міжнародними організаціями. У Швейцарії розташовано 250 неурядових організацій із дорадчим статусом при ООН. Поряд з Нью-Йорком, Женева є одним із найбільших центрів міжнародного співробітництва. Завдяки своєму Міжнародному конференц-центру в Женеві (CICG) федеральний уряд має випробуваний інструмент для реалізації політики країни перебування .
3 березня 2002 року у Швейцарії відбувся референдум щодо її вступу до ООН. «Так» членству країни в ООН сказали 54,6 відсотка учасників референдуму, ідея членства також здобула підтримку більшості виборців у 12 з 23 кантонів.
Таким чином, винесене на референдум і схвалене так званою «подвійною більшістю» (населенням в цілому і окремо — жителями більшості кантонів) питання про приєднання Швейцарії до ООН вирішено позитивно. А це, відповідно до Конституції Конфедерації, дозволяє уряду розпочати офіційне оформлення вступу країни до Організації Об'єднаних Націй. Таким чином, багатовіковий традиційний нейтралітет Швейцарії іде в минуле. За 16 років, що минули після попереднього подібного референдуму, настрої у швейцарському суспільстві дуже змінилися. За членство в ООН нині виступають уряд, більшість депутатів парламенту і три з чотирьох партій правлячої коаліції: соціал-демократи, радикальні демократи і християнські демократи.
На всіх попередніх референдумах швейцарці відхиляли таку пропозицію, оскільки вважали, що членство навіть у цій шанованій організації може загрожувати традиційному нейтралітету країни. Під час останнього волевиявлення, у 1986 році, 75 відсотків швейцарців відхилили пропозицію членства своєї країни в ООН. Десятками років тривала дивна ситуація — Швейцарія була «європейською домівкою» ООН, але сама не належала до цієї організації.
Швейцарія була прийнята в ООН у вересні 2002 року на черговій 57-й сесії Генеральної Асамблеї і, таким чином, стала 190-м повноправним членом Об'єднаних націй, а єдиною визнаною країною світу, яка не входить до ООН, залишається Ватикан.
Швейцарія — це країна, яка уважно стежить за процесом європейської інтеграції. Членство в ЄС (тоді Європейська економічна зона — ЄЕЗ) також було на порядку денному в 1992 р., але коли воно не було прийняте на референдумі, Швейцарія призупинила вжиття заходів щодо членства. [17] Незважаючи на це, Швейцарія продовжила переговори щодо наукових досліджень, повітряного та наземного транспорту, політики адміністративних закупівель та намагалася гармонізувати свої закони відповідно до законодавства ЄС. [17]
У травні 2004 року підписано «другий пакет» секторальних договорів ЄС-Швейцарія, який, разом з «першим пакетом» (набрав чинності 1 червня 2002 року), є свого роду альтернативою вступу Швейцарії до ЄС.
В рамках загальнонаціональних референдумів, що пройшли в 2005 році, народом Швейцарії позитивно вирішено питання про приєднання Швейцарії до Шенгенського і Дублінського договору (угоду про це з ЄС входить у «другий пакет»), а також про поширення положень Договору про свободу переміщень між Швейцарією та ЄС (входить в «перший пакет» секторальних договорів) на нових членів ЄС, що вступили в Союз в 2004 році. Разом з тим, прийнято рішення вважати питання про вступ Швейцарії в Євросоюз не «стратегічною метою», як раніше, а тільки «політичної опцією», тобто можливістю.
У 1959 році Швейцарія стала однією з країн-засновниць ЄАВТ, в 1972 році увійшла до Європейського економічного простору, в 2002 році — в ООН.
Швейцарія активно надає гуманітарну допомогу жертвам конфліктів, сприяє економічному розвитку країн третього світу для подолання бідності. Швейцарія підтримує дипломатичні відносини з Російською Федерацією. Дипломатичні відносини між Швейцарією і РРФСР існували з травня по листопад 1918 року, потім були перервані і відновлені вже з СРСР лише 18 березня 1946.
Політика країни перебування складається з п'яти ключових сфер:
- Мир, безпека та роззброєння
- Гуманітарні питання та права людини
- Будь здоровий
- Робота, бізнес і наука
- Сталий розвиток і збереження природних ресурсів

### Інші міжнародні організації
Швейцарія підтримує дипломатичні відносини майже з усіма країнами, завдяки своїй нейтральній поведінці, вона виступає в ролі господаря і посередника в основних міжнародних договорах та конференціях. Країна не має жодних серйозних суперечок у двосторонніх відносинах.
Швейцарія (в основному Женева) є домом для багатьох міжнародних урядових і неурядових організацій, у тому числі Міжнародного комітету Червоного Хреста (чий прапор по суті — це швейцарський прапор з кольорами навпаки). Одна з перших міжнародних організацій, Всесвітній поштовий союз, знаходиться в Берні.
На території Швейцарії понад століття діють численні міжнародні організації (близько 250).
До теперішнього часу, 22 міжнародні організації мають штаб-квартири в Женеві, 2 в Берні, по 1 в Базелі і Лозанні. Крім того, з 6 міжурядовими організаціями укладені фіскальні угоди, і більш ніж 200 неурядових організацій-радників ООН базуються в Швейцарії. [5]
У Женеві: Європейське Відділення ООН, Європейська економічна комісія ООН, Економічний і соціальна рада ООН, Конференція ООН з торгівлі та розвитку, Всесвітня організація охорони здоров'я, Міжнародна організація праці, Міжнародний союз електрозв'язку, Всесвітня метеорологічна організація, Міжпарламентський союз, Міжнародний Комітет Червоного Хреста, Всесвітня рада церков, Всесвітня торгова організація, Всесвітня організація інтелектуальної власності, Всесвітня організація скаутського руху.
в Берні: Всесвітній поштовий союз, Бюро міжнародної організації пасажирських і вантажних залізничних перевезень, Європейська організація з контролю якості.
в Базелі: Банк міжнародних розрахунків, Міжнародне товариство з внутрішньої медицини.
в Лозанні: Міжнародний олімпійський комітет, Міжнародний комітет історичних наук.
Під час «холодної війни» Швейцарія відіграла важливу роль у Нараді з безпеки і співробітництва в Європі (НБСЄ), яка була найважливішим форумом для відносин Сходу та Заходу. Згодом, Швейцарія відігравала провідну роль і в ОБСЄ [17].

Після 1993 року Швейцарія налагодила відносини з НАТО. Швейцаіря отримала допомогу від НАТО у підготовці Звіту про політику безпеки у 2000 році.

### Участь у миротворчій діяльності
Хоча швейцарський електорат у 1994 році відхилив пропозицію уряду безпосередньо розмістити швейцарські війська в якості миротворців ООН («Блакитні шоломи»), загалом 23 швейцарські співробітники, включаючи поліцію та військових спостерігачів («Блакитні берети»), служили або зараз служать в ООН. Ці положення є неупередженими, чітко визначеними та охоплюють низку проектів ООН у всьому світі.
У 1996 році Швейцарія приєдналася до проекту НАТО «Партнерство заради миру», до Ради євроатлантичного партнерства в 1997 році та розгорнула «Жовті берети» для підтримки місії ОБСЄ в Боснії. У червні 2001 року швейцарські виборці схвалили новий закон, що передбачає розгортання збройних швейцарських військ для міжнародних миротворчих місій під егідою ООН або ОБСЄ, а також тісніше міжнародне співробітництво у військовій підготовці.
З 1999 р. Швейцарська армія брала участь через програму SWISSCOY у миротворчій місії Сил Косово (КФОР), що базується на резолюції ООН 1244, з тривалим перебуванням до 2014 р. , після затвердження швейцарською федеральною асамблеєю навесні 2011 р. Основні обов'язки включають нагляд за зусиллями з відбудови, моніторинг та охорона родових місць, військова поліція та медична допомога.

## Історія зовнішньої політики Швейцарії

### Досягнення незалежності
Від Віденського конгресу до кінця « холодної війни» суверенітет і збройний нейтралітет країни, супроводжувані гуманітарними зобов'язаннями, були класичними сентенціями та орієнтиром у зовнішніх відносинах Швейцарії. Його витоки лежать в історії Старої Конфедерації, яка виникла внаслідок оборони та звільнення від впливу іноземних держав, а також власного використання економічних можливостей (дохід від щойно відкритих торговельних шляхів через Альпійські перевали тощо). Конфедерати, зміцнені успішною оборонною боротьбою, використовували свою військову репутацію для економічно вмотивованих експансійних зусиль (житниці Велтлін, Тічіно та ін.) і для отримання додаткового доходу від найманських послуг для іноземних держав.

### Перехід до нейтралітету
Поразка 1515 року в битві при Маріньяно означала кінець військової політики великої держави. Відтоді Швейцарська Конфедерація намагалася триматися подалі від конфліктів і була де-факто нейтральною. З огляду на спустошення та страждання цивільного населення, спричинені Тридцятилітньою війною в Центральній Європі, у 1647 році в Дефенсіонале Віл конфедерати вирішили зберегти збройний нейтралітет . Це було підтверджено європейськими державами через рік у Вестфальському мирі. Після Віденського конгресу 1815 року Швейцарія була зобов'язана за міжнародним правом зберігати нейтралітет. Закон нейтралітету визнаний міжнародним правом і кодифікований в Гаазькій угоді про нейтралітет з 1907 року. Обережна зовнішня політика, тобто невтручання у так звану зовнішню торгівлю (це збройні конфлікти між іноземними державами), вважалася основою історичного успіху невеликої держави Швейцарія з часів угоди зі Стенсом.
Поразка 1515 р. у битві при Маріньяно означала закінчення військової політики великої держави. Відтоді Швейцарська Конфедерація намагалася уникати конфліктів і фактично була нейтральною. З огляду на спустошення і страждання цивільного населення, спричинені Тридцятилітньою війною в Центральній Європі, конфедерати у 1647 р. вирішили продовжити збройний нейтралітет. Це рішення було підтримано європейськими державами через рік у Вестфальському мирі. З часу Віденського конгресу 1815 року Швейцарія згідно з міжнародним правом зобов'язана зберігати свій нейтралітет. Принцип нейтралітету визнаний міжнародним правом і кодифікований Гаазькою угодою про нейтралітет з 1907 року. Гаазька Конвенція 1907 р., що визначала права та обов'язки нейтральних держав під час війни, мала велике значення з точки зору нейтралітету Швейцарії. [16] Обережна зовнішня політика, тобто невтручання у збройні конфлікти між іноземними державами, вважається основою для історичного успіху маленької держави Швейцарії з моменту угоди Стенсера.
Зовнішня політика Швейцарії згідно конституції цієї країни будується з урахуванням міжнародно-правового статусу постійного нейтралітету.
Постійний нейтралітет Швейцарії виник в результаті підписання чотирьох міжнародно-правових актів: Акту Віденського Конгресу від 8 (20) березня 1815 року, Додатки до Акту Віденського Конгресу № 90 від 8 (20) березня 1815, Декларації держав про справи Гельветічеського Союзу та Акту щодо визнання і гарантії постійного нейтралітету Швейцарії та недоторканності її території. На відміну від інших країн, які обрали подібний шлях виключно під впливом зовнішніх факторів (наприклад, як результат поразки у війні), нейтралітет Швейцарії сформувався і з внутрішньополітичних причин: нейтралітет, ставши об'єднуючою націю ідеєю, сприяв еволюції її державності від аморфної конфедерації до централізованого федеративного устрою.
За роки політики постійного збройного нейтралітету альпійській республіці вдалося уникнути участі у двох спустошливих світових війнах і зміцнити свій міжнародний авторитет, у тому числі шляхом здійснення численних посередницьких зусиль. Принцип підтримки зв'язків «між країнами, а не між урядами» дозволяв вести діалог з усіма, незалежно від політичних чи ідеологічних міркувань. Швейцарія представляє треті держави там, де у них перервані дипломатичні відносини, наприклад, інтереси СРСР в Іраку в 1955 році, Великої Британії в Аргентині під час англо-аргентинського конфлікту 1982 році; в даний час Швейцарія представляє інтереси США на Кубі і в Ірані, інтереси Куби в США, інтереси Російської Федерації в Грузії після розриву дипломатичних відносин між цими країнами в 2008 році. Швейцарія надає «добрі послуги», надаючи свою територію для прямих переговорів між учасниками конфліктів (Нагірно-Карабахської, абхазької і південноосетинської проблеми, кіпрське врегулювання і т. д.).
З усіх існуючих в сучасному світі видів нейтралітету швейцарський — найбільш тривалий і послідовний. Сьогодні Швейцарська Конфедерація не входить ні в один військовий альянс, ні в ЄС. В останні роки, у зв'язку зі змінами в Європі та світі, в уряді і громадській думці набирає силу настрій на користь посилення інтеграції з ЄС і більш гнучкого трактування принципу нейтралітету.

### Гуманітарна максима
З 1798 по 1848 рр. компетенція зовнішньої політики була перенесена з кантонів до парламентських статутів вищого рівня, а зі створенням федеративної держави в 1848 р. до сфери відповідальності Федеральних зборів і Федеральної ради. Зі створенням Червоного Хреста в 1863 році і інтернуванням армії Бурбакі під час франко-прусської війни в 1871 році народилася ідея гуманітарної Швейцарії як острова миру і безпечного притулку для біженців. Як і у випадку з Червоним Хрестом, нейтралітет зробив альтруїзм і неупередженість допомоги та добрих послуг заслуговуючими на довіру всіх, хто бере участь у конфлікті. Після 1945 р. було сформульовано п'ять керівних принципів для утвердження державної незалежності: нейтралітет (переважна), солідарність (міжнародне співробітництво, підтримання миру), універсальність (всеосяжні дипломатичні відносини без ідеології), доступність (міжнародне посередництво, добрі послуги) і процвітання.

### Поворот добагатосторонності
Федеральна Рада відреагувала на посилення глобальної політичної та економічної взаємозалежності (глобалізації), яка почалася після закінчення холодної війни, доповіддю про зовнішню політику Швейцарії (BAS; Report 93), в якій сформулювала п'ять цілей і рекомендувала посилити зв'язки з наднаціональними організаціями. (Багатосторонність). П'ять цілей були включені до переглянутої Федеральної конституції 1999 року (стаття 54). Люди відмовилися приєднатися до міжнародних організацій на референдумі, оскільки боялися обмеження суверенітету та нейтралітету та віддали перевагу двосторонньому шляху, серед іншого з ЄС. Нейтралітет продовжує користуватися великою підтримкою серед людей, і він завжди намагався не поставити його під загрозу. Тим не менш, люди проголосували за приєднання Швейцарії до Ліги Націй у 1920 році і за повне членство в ООН у 2002 році, після того, як це було чітко відхилено в 1986 році. Більшість виборців дотримувалися думки, що вступ до ООН не поставить під сумнів нейтралітет.

## Співвизначення людей і класів
Федеральна конституція регулює участь народу і кантонів у зовнішній політиці: членство в організаціях колективної безпеки або в наднаціональних громадах підлягає обов'язковому референдуму (ст. 140). Факультативний референдум (ст. 141) передбачено для міжнародних договорів, які є безстроковими та безстроковими, передбачають членство в міжнародній організації або містять важливі законодавчі положення.
При укладанні міжнародних договорів відповідно до статті 54, параграф 3 BV, Конфедерація враховує обов'язки кантонів і захищає їх інтереси. Кантони беруть участь у підготовці зовнішньополітичних рішень, які зачіпають їх обов'язки або зачіпають їхні істотні інтереси (ст. 55 BV).

## Важливі міжнародні угоди
Незважаючи на пряму демократичну участь, люди не змогли проголосувати за низку важливих угод з далекосяжними наслідками. Важливість, яку громадськість надає окремим угодам, не залежить від їх правового статусу. Наприклад, Болонська декларація впроваджується повсюдно, хоча це юридично необов'язкова декларація про наміри на міністерському рівні. З іншого боку, Європейська хартія місцевого самоврядування, яка ратифікована парламентом і є фундаментальною для збереження демократії в Європі, майже не відома громадськості.
Міжнародні угоди (між урядами) і міжнародні угоди (ратифіковані Федеральними Зборами) в принципі можуть бути припинені.

• Шарль Піктет де Рошмонт (1755—1824), дипломат, визнання постійного нейтралітету Віденським конгресом.
• Гійом-Анрі Дюфур (1787—1875), військовий і політичний діяч, прихильник збройного нейтралітету.
• Йоган Конрад Керн (1808—1888), дипломат, посланник у Парижі.
• Нума Дроз (1844—1899), міністр закордонних справ (1887—1892), торгова політика.
• Адріен Лахенал (1849—1918), міністр закордонних справ (1893—1896), торгова політика.
• Артур Гофман (1857—1927), міністр закордонних справ (1914—1917), суперечлива мирна ініціатива в Першій світовій війні.
• Гюстав Адор (1845—1928), міністр закордонних справ (1917), політика нейтралітету, сприятлива для Антанти.
• Фелікс Калондер (1863—1952), міністр закордонних справ (1918—1919), концепція диференціального нейтралітету.
• Джузеппе Мотта (1871—1940), міністр закордонних справ (1920—1940), член Ліги Націй, президент Асамблеї Ліги Націй.
• Макс Хубер (1874—1960), юрист і дипломат, завдання Ліги Націй.
• Ернст Веттер (1877—1963) вважається батьком національної фінансової оборони у Другій світовій війні. У 1944 році Федеральною радою він був призначений президентом Національного комітету швейцарських пожертв.
• Марсель Піле-Голаз (1889—1958), міністр закордонних справ (1940—1944), суперечлива політика нейтралітету щодо держав Осі.
• Родольфо Олгіаті (1905—1986) координував швейцарську післявоєнну допомогу у вісімнадцяти європейських країнах на посаді керівника центрального офісу швейцарських пожертв. У 1947 році він визнав нове завдання діяльності швейцарської допомоги на підтримку економічно слаборозвинених країн за межами Європи і вперше поставив її у глобальний контекст заради добробуту всіх народів.
• Макс Петіп'єр (1899—1994), міністр закордонних справ (1945—1961), концепція нейтралітету та солідарності.
• Фрідріх Трауготт Вален (1899—1985), міністр закордонних справ (1961—1965), член Ради Європи.
• Ганс Шаффнер (1908—2004), міністр економічних справ (1961—1969), членство в ЄАВТ, ОЕЕС та ГАТТ.
• Віллі Шпюлер (1902—1990), міністр закордонних справ (1966—1970), підписав Договір про нерозповсюдження ядерного зброї.
• Ернст Брюггер (1914—1998), міністр економіки (1970—1978), угода про вільну торгівлю з ЄЕС.
• П'єр Грабер (1908—2003), міністр закордонних справ (1970—1978), підписав Заключний акт НБСЄ.
• Артур Білл (1916—2011), розвиток корпусу з ліквідації наслідків катастрофи та швейцарської рятувальної мережі.
• П'єр Обер (1927—2016), міністр закордонних справ (1978—1987), поїздки за кордон до Африки, Південної Америки, Близького та Далекого Сходу.
• Едуард Бруннер (1932—2007), дипломат, посол у Вашингтоні та Парижі, спеціальний представник ООН.
• Рене Фельбер (* 1933), міністр закордонних справ (1988—1993), заява про вступ до ЄС.
• Флавіо Котті (* 1939), міністр закордонних справ (1993—1999), голова ОБСЄ.
• Джозеф Дайс (* 1946), міністр закордонних справ (1999—2002), член ООН, президент Генеральної Асамблеї ООН.
• Дідьє Бурхалтер (* 1960), міністр закордонних справ (2012—2017) та голова ОБСЄ (2014).
- Дипломатичні представництва Швейцарії: Офіційний список http://www.eda.admin.ch/eda/en/home/reps.html
- Дипломатичні представництва у Швейцарії: Офіційний список http://www.eda.admin.ch/eda/en/home/reps/forrep.html

| Приєднання / голосування | Назва угоди                                                                                               | Тип договору / правовий статус                 | Референдум [5]                                                                        |
| 1948                     | ВООЗ | Міжнародний договір                            | Ні                                                                                    |
| 1960                     | ЄАВТ | Міжнародний договір                            | Ні                                                                                    |
| 1963                     | ОЕСР | Міжнародний договір                            | Ні                                                                                    |
| 1963                     | Рада Європи                                                                                               | Членство                                       | Ні                                                                                    |
| 1966                     | ГАТТ | Членство                                       | Ні                                                                                    |
| 03.12.1972               | ЕГ | Угода про вільну торгівлю                      | Обл. Референдум, 72,5 % ТАК, усі кантони ТАК, взяли участь у голосуванні 53 %         |
| 1975                     | НБСЄ (з 1995: ОБСЄ)                                                                                       | Не є обов'язковим згідно міжнародного права    | Ні                                                                                    |
| 16.03.1986               | ООН | Членство                                       | Обл. Референдум, 75,7 % НІ, всі кантони НІ, взяли участь у голосуванні 51 %           |
| 17.05.1992               | Бреттон-Вудські установи (МВФ та Світовий банк)                                                           | Державний договір                              | Необов'язковий референдум, 56 % ТАК, взяли участь у голосуванні 39 %                  |
| 1992                     | Порядок денний на 21 століття                                                                             | Не є обов'язковим згідно міжнародного права    | Ні                                                                                    |
| 06.12.1992               | ЄЕЗ | Членство                                       | Обл. Референдум, 50,3 % НІ, 14 4/2 кантони НІ, взяли участь у голосуванні 79 %        |
| 12.06.1994               | Блакитні шоломи ООН (BTFO)                                                                                | Федеральний закон (військове законодавство)    | Необов'язковий референдум, 57,2 % НІ, взяли участь у голосуванні 47 %                 |
| 1995                     | СОТ | Міжнародний договір                            | немає, фак. Референдум не відбувся                                                    |
| 1995-1999                | Болонський процес                                                                                         | Декларація, що не має юридичної сили           | Ні                                                                                    |
| 1996                     | Генеральна угода з торгівлі послугами                                                                     | Міжнародний договір                            | Ні                                                                                    |
| 1996                     | ПЗМ (НАТО)                                                                                                | Лист про наміри                                | Ні                                                                                    |
| 18.04.1999               | Федеральна конституція                                                                                    | Тотальний перегляд                             | Обл. Референдум, 59,2 % ТАК, 12 2/2 кантони ТАК, взяли участь у голосуванні 36 %      |
| 21.05.2000               | Двосторонні угоди I                                                                                       | Договори з ЄС                                  | Необов'язковий референдум, 67,2 % ТАК, взяли участь у голосуванні 48 %                |
| 04.03.2001               | ТАК до Європи                                                                                             | Конституційна ініціатива                       | Народна ініціатива, 76,8 % НІ, усі кантони НІ, взяли участь у голосуваннях 56 %       |
| 10.06.2001               | Озброєння солдатів за кордоном                                                                            | Федеральний закон (військове законодавство)    | Фактичний референдум, 51 % ТАК, взяли участь у голосуванні 43 %                       |
| 10.06.2001               | Спільне навчання                                                                                          | Федеральний закон (військове законодавство)    | Факультативний референдум, 51,1 % ТАК, взяли участь у голосуванні 43 %                |
| 03.03.2002               | ООН | Членство                                       | Народна ініціатива, 54,6 % ТАК, 11 2/2 кантони ТАК, взяли участь у голосуванні 58 %   |
| 2002                     | Міжнародний кримінальний суд                                                                              | Співпраця                                      | Ні                                                                                    |
| 18.05.2003               | Армія XXI                                                                                                 | Федеральний закон (військове законодавство)    | Необов'язковий референдум, 76 % ТАК, взяли участь у голосуванні 50 %                  |
| 18.05.2003               | Цивільний захист                                                                                          | Федеральний закон (закон про цивільний захист) | Необов'язковий референдум, 80,6 % ТАК, взяли участь у голосуванні 50 %                |
| 2003                     | Європейська хартія місцевого самоврядування                                                               | Європейська хартія                             | Ні                                                                                    |
| 05.06.2005               | Двосторонні договори II: Шенгенська угода, Регламент Дубліна II                                           | Договори з ЄС, політика асоціацій              | Необов'язковий референдум, 54 % ТАК, взяли участь у голосуванні 57 %                  |
| 21.05.2006               | Освітні статті (гармонізація для світового освітнього ринку)                                              | Поправка до Конституції                        | Обл. Референдум, 85,6 % ТАК, усі кантони ТАК, взяли участь у голосуванні 28 %         |
| 26.11.2006               | Закон про східну допомогу                                                                                 | Федеральний закон                              | Необов'язковий референдум, 53,4 % ТАК, взяли участь у голосуванні 45 %                |
| 08.02.2009               | Вільне пересування осіб Швейцарія-ЄС: поширення на Болгарію та Румунію                                    | Договір з ЄС                                   | Необов'язковий референдум, 59,6 % ТАК, взяли участь у голосуванні 52 %                |
| 17.05.2009               | Подальший розвиток Шенгену: біометричні паспорти та проїзні документи                                     | Договір з ЄС                                   | Необов'язковий референдум, 50,1 % ТАК, взяли участь у голосуванні 39 %                |
| 28.11.2010               | Федеральна народна ініціатива «За депортацію злочинців-іноземців (ініціатива депортації)»                 | Конституційна ініціатива                       | Народна ініціатива, 52,3 % ТАК, 15 5/2 кантонів ТАК, взяли участь у голосуваннях 53 % |
| 17.06.2012               | Федеральна народна ініціатива «За посилення прав людей у зовнішній політиці (договори перед народом!)»    | Конституційна ініціатива                       | Народна ініціатива, 75,3 % НІ, усі кантони НІ, взяли участь у голосуванні 39 %        |
| 09.06.2013               | Поправка від 28 вересня 2012 року до Закону про притулок (AsylG) (термінові зміни до Закону про притулок) | Федеральний закон (Закон про притулок)         | Необов'язковий референдум, 78,4 % ТАК, взяли участь у голосуванні 39 %                |
| 09.02.2014               | Федеральна народна ініціатива «Проти масової імміграції»                                                  | Конституційна ініціатива                       | Народна ініціатива, 50,3 % ТАК, 12 5/2 кантонів ТАК, взяли участь у голосуванні 56 %  |

- Шарль Пікте де Рошмон (1755—1824), дипломат, визнання постійного нейтралітету Віденським конгресом .
- Гійом-Анрі Дюфур (1787—1875), військовий і політичний діяч, прихильник збройного нейтралітету.
- Йоганн Конрад Керн (1808—1888), дипломат, посланець у Парижі.
- Нума Дроз (1844—1899), міністр закордонних справ (1887—1892), торговельна політика.
- Адрієн Лашенал (1849—1918), міністр закордонних справ (1893—1896), торговельна політика.
- Артур Гофман (1857—1927), міністр закордонних справ (1914—1917), суперечлива мирна ініціатива під час Першої світової війни .
- Гюстав Адор (1845—1928), міністр закордонних справ (1917), політика дружнього нейтралітету Антанти.
- Фелікс Калондер (1863—1952), міністр закордонних справ (1918—1919), концепція диференційного нейтралітету.
- Джузеппе Мотта (1871—1940), міністр закордонних справ (1920—1940), член Ліги Націй, президент Асамблеї Ліги Націй.
- Макс Хубер (1874—1960), юрист і дипломат, завдання Ліги Націй.
- Ернст Веттер (1877—1963) вважається батьком національної фінансової оборони під час Другої світової війни . У 1944 році Федеральна рада призначив його президентом Національного комітету швейцарських пожертв.
- Марсель Пілет-Голаз (1889—1958), міністр закордонних справ (1940—1944), суперечлива політика нейтралітету щодо держав Осі .
- Родольфо Ольгіаті (1905—1986) координував швейцарську повоєнну допомогу у вісімнадцяти країнах Європи як керівник центрального офісу швейцарських пожертв. У 1947 році він визнав нове завдання діяльності швейцарської допомоги у підтримці економічно слаборозвинених країн за межами Європи та вперше час поклав це в глобальні рамки добробуту всіх народів.
- Макс Петітп'єр (1899—1994), міністр закордонних справ (1945—1961), концепція нейтралітету та солідарності.
- Фрідріх Трауготт Вален (1899—1985), міністр закордонних справ (1961—1965), член Ради Європи .
- Ганс Шаффнер (1908—2004), міністр економіки (1961—1969), член ЄАВТ, ОЄЕС та ГАТТ .
- Віллі Шпюлер (1902—1990), міністр закордонних справ (1966—1970), підписав Договір про нерозповсюдження ядерної зброї.
- Ернст Бруггер (1914—1998), міністр економіки (1970—1978), договір про вільну торгівлю з ЄЕС .
- П'єр Грабер (1908—2003), міністр закордонних справ (1970—1978), підписав Заключний акт НБСЄ .
- Артур Білл (1916—2011), розвиток служби допомоги при катастрофах та швейцарської рятувальної мережі .
- П'єр Обер (1927—2016), міністр закордонних справ (1978—1987), закордонні поїздки до Африки, Південної Америки, Близького та Далекого Сходу.
- Едуард Бруннер (1932—2007), дипломат, посол у Вашингтоні та Парижі, спеціальний представник ООН.
- Рене Фельбер (* 1933), міністр закордонних справ (1988—1993), заявка на вступ до ЄС.
- Флавіо Котті (1939—2020), міністр закордонних справ (1993—1999), голова ОБСЄ.
- Джозеф Дайс (* 1946), міністр закордонних справ (1999—2002), член ООН, президент Генеральної Асамблеї ООН .
- Дідьє Буркхальтер (* 1960), міністр закордонних справ (2012—2017) і голова ОБСЄ (2014).[3]

## Індивідуальні докази
1. ↑  Aussenpolitischer Bericht. Архів оригіналу за 22 вересня 2014. Процитовано 23 грудня 2021.
2. ↑  EDA Admin: Internationale Organisationen in der Schweiz. Архів оригіналу за 15 липня 2014. Процитовано 23 грудня 2021.
3. ↑  Referenz für gesamtes Kapitel «Persönlichkeiten der schweizerischen Aussenpolitik»: Schweizer Aussenminister: Didier Burkhalter und seine Vorgänger im Profil [Архівовано 23 грудня 2021 у Wayback Machine.] Auf: SRF online vom 22. Juni 2017